# Finalen av Svenska cupen i fotboll 1951
Finalen av Svenska cupen i fotboll 1951 ägde rum den 22 juli 1951 på Råsunda i Stockholm. Finallagen var de allsvenska lagen Malmö FF och Djurgårdens IF. Djurgården spelade sin första cupfinal någonsin, Malmö FF spelade sin första final sedan 1947 och sin fjärde final totalt. Malmö FF vann sin fjärde titel med en 2–1-seger.

## Matchen
| Malmö FF | Djurgården |

| MALMÖ FF:   |  |                  |
|             |  |                  |
| GK          |  | Tore Svensson    |
| DF          |  | Sune Sandbring   |
| DF          |  | Erik Nilsson     |
| DF          |  | Åke Hansson      |
| DF          |  | Sven Hjertsson   |
| MF          |  | Arthur Jönsson   |
| MF          |  | Egon Jönsson     |
| MF          |  | Henry Thillberg  |
| MF          |  | Ingvar Rydell    |
| FW          |  | Walfrid Ek       |
| FW          |  | Einar Mårtensson |
| Tränare:    |  |                  |
| Bert Turner |  |                  |

| DJURGÅRDENS IF: |  |                         |
|                 |  |                         |
| GK              |  | Ove Nilsson             |
| DF              |  | Birger Stenman          |
| DF              |  | Ingvar Pettersson       |
| DF              |  | Stig Andersson-Tvilling |
| DF              |  | Berndt Ivegren          |
| MF              |  | Stig Carlsson           |
| MF              |  | Hilmer Pettersson       |
| MF              |  | Hans Andersson-Tvilling |
| MF              |  | John Eriksson           |
| FW              |  | Nils Cederborg          |
| FW              |  | Gösta Sandberg          |
| Tränare:        |  |                         |
| Dai Astley      |  |                         |